# 強尼·帕切科
胡安·巴布羅·克寧·帕切科（西班牙語：Juan Pablo Knipping Pacheco，1935年3月25日—2021年2月15日）， 被稱為約翰尼·帕切科，是一位多米尼加音樂家、編曲家、作曲家、樂隊指揮和唱片製作人。帕切科出生於多米尼加共和國，在1960年代和1970年代成為紐約莎莎音樂界的領軍人物，並創立了法尼亞唱片，擔任音樂總監。
帕切科是帕昌加的主要代表之一，這是一種在1950年代末期融合了古巴節奏和多米尼加梅倫格的音樂風格。他普及了「莎莎」這個術語，並成立了法尼亞全明星，以展示該類型的主要藝術家， 這使他在全球成名，並在拉丁音樂的演變中扮演了重要角色。
帕切科曾九次獲得格萊美獎提名，並於2005年獲得拉丁格萊美終身成就獎，由拉丁錄音學院頒發。

## 早年生活與家庭
胡安·巴布羅·帕切科·克寧於1935年3月25日出生在聖地牙哥·德·洛斯·卡巴列羅斯，這是一座位於多米尼加共和國的城市。 他從父親拉斐爾·阿薩里亞斯·帕切科那裡繼承了對音樂的熱情，父親是奧爾克斯塔·聖塞西莉亞的樂隊指揮和單簧管演奏者。這是1930年代最重要的多米尼加大樂隊之一，該樂隊是第一個錄製路易斯·阿爾貝爾蒂的梅倫格《佩德羅·胡安教父》的樂隊。拉斐爾是西班牙士兵的孫子，他在西班牙重新佔領聖多明各期間抵達。 他的母親奧克塔維亞·克寧·羅謝是法國殖民者的孫女，並且是與一位出生於西班牙殖民者的多米尼加女性結婚的德國商人的曾孫女。
帕切科和他的家人在他11歲時離開多米尼加共和國前往紐約市。作為一名孩子，他學會了演奏多種樂器，包括手風琴、小提琴、長笛、薩克斯風和單簧管。 他後來就讀於布魯克林技術高中，主修電氣工程。他在這個領域工作了一段時間，但最終因薪水低而辭職。 他在茱莉亞音樂學院學習打擊樂器。帕切科與第一任妻子育有兩女，諾瑪和喬安娜。與第二任妻子育有兩子，菲利普和埃利斯，他們也在音樂界表現出色。帕切科於1984年與他的女友庫基結婚，並一直保持到他去世。

## 早期音樂生涯
在1953年，帕切科在吉爾·蘇亞雷斯的樂隊中擔任打擊樂器演奏和歌唱。隨後，他與艾迪·帕爾米埃里（鋼琴）、巴里·羅傑斯（長號）及其他未來紐約莎莎界的知名人物共同創立了《查丘雷科斯男孩》。他們在婚禮和其他社交活動中演出。之後，他為幾個樂隊演奏打擊樂器，包括深夜秀、路·佩雷斯的樂隊《曼巴萊羅斯》和蒂托·普恩特、哈維爾·庫加特及迪奧里斯·巴拉達雷斯的流行樂團。

### 拉·杜博尼
在1958年10月，帕切科遇到了鋼琴家查理·帕爾米埃里，並與他一起錄製了拉丁爵士專輯《Easy Does It》，由Gone Records發行。帕切科演奏康加和邦戈。帕爾米埃里和帕切科隨後於1959年組成了查朗加樂隊《拉·杜博尼》，帕切科在其中演奏長笛。然而，他很快對自己在樂隊中的角色感到不滿；帕爾米埃里的名字出現在專輯封面上，而他的名字卻沒有，儘管他是主要編曲者和共同指揮。此外，帕爾米埃里的風格更為複雜且不易銷售，而帕切科則偏好基於Son的簡單編曲。在只發行了一張專輯《Let's Dance the Charanga》後，帕切科於1960年離開拉·杜博尼，成立了自己的查朗加樂隊。

### 帕切科與他的查朗加
帕切科於1960年成立了自己的樂隊《帕切科與他的查朗加》。他們的第一張宣傳單曲《El güiro de Macorina》/《Óyeme mulata》在紐約廣播中獲得了大量播放，DJ拉斐爾·方特的支持使其受到關注。阿爾·聖地亞哥，阿萊格雷唱片的擁有者，決定為帕切科和他的樂隊提供唱片合約。他們的首張專輯《Pacheco Y Su Charanga Vol. 1》在發行的第一年內售出了100,000張。 帕切科的成功導致了一種新的舞蹈潮流——帕昌加（結合了「帕切科」和「查朗加」）。 帕昌加的音樂受到1959年由愛德華多·戴維森創造的快節奏梅倫格和恰恰恰混合風格的強烈影響；何塞·法哈多的查朗加在古巴普及了這種風格。
帕切科在美國、歐洲、亞洲和拉丁美洲進行巡演以支持專輯。帕切科與他的查朗加樂隊是第一支在紐約市阿波羅劇院演出的拉丁樂隊；他們在1962年和1963年演出。
樂隊的成功使他們為阿萊格雷唱片錄製了四張專輯（《Vols II–V》）。帕切科還與查理·帕爾米埃里重聚，錄製了兩張專輯：1961年的即興專輯《阿萊格雷全明星》和合作專輯《Las charangas》。然而，阿爾·聖地亞哥遇到了財務困難，影響了帕切科於1963年退出阿萊格雷唱片的決定。

## 法尼亞唱片
在1963年底，帕切科遇到了律師傑瑞·馬蘇奇，並很快共同創立了法尼亞唱片。帕切科擔任副總裁、A&R創意總監和音樂製作人。在法尼亞，帕切科啟動並鞏固了許多流行莎莎藝術家的職業生涯。他以法尼亞這首歌命名該唱片公司，這首歌由雷納爾多·博拉尼奧創作，於1960年在古巴由巧克力之星演唱而聞名。

### 帕切科與他的舊音樂
帕切科重新組織了他的查朗加，並通過添加小號將其轉變為合奏。 他與新樂隊《帕切科與他的舊音樂》的第一張專輯是《Cañonazo》，這是法尼亞唱片的第一張發行。專輯中有皮特·“埃爾·孔德”·羅德里格斯的主唱，這張專輯是帕切科和埃爾·孔德後來被稱為「教父」的第一張專輯。除了專輯的結尾曲《達卡，結束點》，所有歌曲都是翻唱，包括前面提到的《法尼亞》，標題曲和埃瓦里斯托·阿帕里西奧的《El kikirikí》，愛德華多·安古洛的《Cabio sile yeyeo》，切奧·馬奎提的《Pinareño》和瓦爾弗里多·赫瓦拉的《Labrando la tierra》，這些都是1950年代和1960年代流行的古巴藝術家的作品。
在1965年，帕切科錄製了三張專輯，其中兩張以蒙吉托·埃爾·烏尼科為主唱，分別是《帕切科在紐約世博會》和《帕切科邀請你跳舞》。第三張專輯由即興即興演奏（即興演奏）組成，名為《帕切科、他的長笛和拉丁即興演奏》。 在1966年，帕切科與蒙吉托和奇維里科·達維拉合作錄製了另一張專輯《Viva África》， 這是因為帕切科最近在非洲巡演。 然後，他為一張專輯恢復了查朗加格式，恰如其分地命名為《帕切科與他的查朗加：應要求而來》。在1967年，他與埃爾·孔德錄製了《Sabor típico》和《帕切科呈現蒙吉托》，這是蒙吉托·埃爾·烏尼科的首張主唱專輯。在1968年，他錄製了器樂專輯《拉丁長笛》和《Volando bajito》，由埃爾·孔德主唱。帕切科和埃爾·孔德隨後錄製了三張合作專輯：《教父們》（1970年）、《完美的組合》（1971年）和《三杯咖啡和兩勺糖》（1973年），以及1980年至1989年間的五張重聚專輯。

### 法尼亞全明星
在與阿萊格雷全明星（1961年）和提科全明星（《在村莊門口現場》，1966年）錄製了古巴風格的即興演奏（即興演奏）後，帕切科決定錄製一張現場專輯，以展示法尼亞的莎莎音樂家陣容。最終的專輯《在紅色花園現場》（1968年）取得了成功，被描述為「超級樂隊的優秀和有前途的開始」。 在音樂會中出現的明星包括鋼琴家拉里·哈洛、貝斯手鮑比·瓦倫丁和康加鼓演奏者雷·巴雷托。 隨著時間的推移，該樂隊的陣容發生了變化，到了他們的第二場演出《在獵豹現場》（1971年），許多成員已經更換。

### 帕切科與他的舊音樂
在1974年，帕切科用赫克托·卡薩諾瓦取代了埃爾·孔德（後者開始了成功的獨唱生涯），並將他的樂隊更名為《帕切科與他的舊音樂》（「帕切科與他的舊音樂」相對於他之前的樂隊「新音樂」）。 他們於1975年發行了《大師》，1977年發行了《藝術家》。然而，除了全明星之外，帕切科在1970年代的重點是與唱片公司成員之間的一系列合作專輯，包括他自己。他與塞莉亞·克魯茲、胡斯托·貝坦庫特、帕波·盧卡、普皮·萊加雷塔、路易斯·「梅隆」·西爾瓦、塞利奧·岡薩雷斯和何塞·法哈多等人合作。 與赫克托·卡薩諾瓦合作，他於1979年發行了另一張專輯《朋友》。在與埃爾·孔德的各種重聚專輯之後，包括《新音樂25周年專輯慶祝》，帕切科於1993年發行了《¡Sima!》，這是他的最後一張錄音室專輯。

## 遺產
帕切科錄製和作曲超過150首歌曲。其中包括《Mi Gente》、《La Dicha Mia》、《Quítate Tú》（Pa’ Ponerme Yo）、《Acuyuye》、《El Rey de la Puntualidad》、蒂托·普恩特的《El Número Cien》和塞莉亞·克魯茲的《Celia y Tito》。帕切科也激勵了年輕一代。例如，饒舌歌手Mangu邀請他合作錄製專輯《Calle Luna y Calle Sol》；帕切科編排了專輯，並在合唱中演唱，還演奏了長笛。帕切科還為電影製作音樂。他參與的第一部電影是1972年的紀錄片《我們的拉丁事》，這也是第一部關於莎莎音樂對紐約拉丁文化影響的電影。他的第二部電影《莎莎》於1974年上映。在1980年代，他為《Mondo New York》和《野性之物》作曲。後者是與大衛·伯恩合作的，伯恩是談話頭樂隊的主唱。 他編排、製作和/或演奏的幾首曲目被收錄在1992年華納兄弟電影《曼波國王》的原聲帶中。
帕切科在1988年參加了艾滋病慈善音樂會「為生命而演出」，該音樂會在艾弗里·費舍爾音樂廳舉行。他還與西班牙裔聯合會救濟基金合作，為喬治颶風的受害者籌集資金。 帕切科於1994年成立了約翰尼·帕切科獎學金基金，旨在幫助紐約大都會區的大學生。
約翰尼·帕切科拉丁音樂和爵士音樂節是一個每年在11月中旬於利曼學院舉行的活動。

## 獎項與榮譽
帕切科獲得九次格萊美提名和十張金唱片。 他在拉丁音樂方面的貢獻在其職業生涯中得到了認可。
1996年，當時的多米尼加共和國總統華金·巴拉圭授予帕切科榮譽總統獎章。次年，帕切科獲得了由紐約州州長喬治·帕塔基頒發的博比·卡波終身成就獎。此外，帕切科在卡桑德拉獎上獲得了第一屆國際多米尼加藝術家獎。1996年6月，約翰尼·帕切科成為第一位獲得全國錄音藝術與科學學院（NARAS）州長獎的拉丁音樂製作人。
1998年，帕切科成為首批入選國際拉丁音樂名人堂（ILMHF）的藝術家之一。ILMHF於2002年授予他終身成就獎。
2004年，帕切科獲得了美國作曲家、作家和出版商協會的ASCAP銀筆獎。
在2005年6月5日，帕切科在新澤西州聯合市的塞莉亞·克魯茲公園獲得了星星，成為聯合市的名人步道上的一員。
在2005年，拉丁音樂學院在當年的拉丁格萊美頒獎典禮上授予約翰尼·帕切科終身成就獎。
在2007年，帕切科在電影《歌手》中由尼爾森·瓦斯奎茲飾演，該電影由馬克·安東尼和珍妮弗·洛佩茲主演。
在2009年3月24日，帕切科獲得了「埃爾·索貝拉諾」獎，這是多米尼加共和國藝術專欄作家協會頒發的最高榮譽。
在2020年8月，約翰尼·帕切科的作品《塞莉亞與蒂托》由蒂托·普恩特和塞莉亞·克魯茲演唱，並在NBC電視網節目《舞蹈世界》第四季的結尾中出現，該節目由國際影星和錄音藝術家珍妮弗·洛佩茲製作和評審。

## 去世
帕切科居住在新澤西州的福特李，於2021年2月15日在蒂尼克的聖名醫療中心去世，享年85歲，死因為肺炎相關併發症。 他在東哈萊姆的聖塞西莉亞天主教堂舉行了葬禮。

## 唱片目錄

### 作為領導者
阿萊格雷唱片
- 帕切科與他的查朗加，第一卷 (1960)[37]

- 帕切科與他的查朗加，第二卷 (1961)[37]

- 阿萊格雷全明星，第一卷 (1961)[38]

- 讓長笛響起，第三卷 (1962)[37]

- 柔和，第四卷 (1962)[37]

- 聚焦帕切科，第五卷 (1963)[37]

- 查朗加樂隊 (1963)[37]

法尼亞唱片
- Cañonazo (1964)[37]

- 帕切科在紐約世博會 (1964)[37]

- 帕切科、他的長笛和拉丁即興演奏 (1965)[37]

- 應要求而來 (1966)[37]

- Viva África (1966)[37]

- 帕切科邀請你跳舞 (1967)[37]

- 典型的風味 (1967)[37]

- 帕切科呈現蒙吉托 (1968)[37]

- 低飛 (1968)[37]

- 動態 (1970)[37]

- 完美的組合 (1971)[37]

- 教父們 (1972)[37]

- 三杯咖啡和兩勺糖 (1973)[37]

- 塞莉亞與約翰尼 (1974)[37]

- 驚人的魅力 (1975)[37]

- 大師 (1976)[37]

- 回憶昨天 (1977)[37]

- 藝術家 (1977)[37]

- 梅隆來了 (1977)[37]

- 永恆 與塞莉亞·克魯茲 (1978)[37]

- 冠軍 (1980)[37]

- 朋友 (1980)[37]

- 三個長笛 與普皮·萊加雷塔和何塞·法哈多 (1980)[37]

- 銀狐與金色的瘦子 (1981)[37]

- 再次教父們 (1983)[37]

- 吉卡莫 (1985)[37]

- 莎莎比塔 (1987)[37]

- 慶祝 (1989)[37]

- ¡Sima! (1993)[37]

- 再次 與塞莉亞·克魯茲[37]

- 高飛[37]

- 兩個火槍手[37]

- 奶油[37]

- 美味[37]

- 傑出人物[37]

- 電影 (羅蘭多·拉塞里)[37]

- 帕切科與法哈多[37]

- 塞莉亞、約翰尼和皮特[37]

- 在朋友之間[37]

合輯
- 曾經有過 (1973)[39]

- 十年偉大 (1973)[39]

- 帕切科的最佳 (1974)[39]

- 介紹... (1989)[39]

- 帕切科的派對 (1994)[39]

- 約翰尼·帕切科 (2000)[40]

- 約翰尼·帕切科的最佳 (2001)[39]

- 最佳 (2004)[39]

- 音樂保留 (2008)[41]

### 作為伴奏者
與梅蘭妮
- 全新鑰匙 (Neighborhood, 1971)[42]

與喬治·本森
- 像這樣說 (A&M/CTI, 1969)[37]

- 吉比特醬 (℗ A Verve Label Group Release; ℗ 1968 UMG Recordings, Inc.)[37]

與肯尼·巴瑞爾
- 藍調 - 共同基礎 (Verve, 1968)[37]

- 夜曲 (Verve, 1969)[37]

與J.J.約翰遜
- 好東西 (RCA, 1965)

與約翰尼·萊特
- 一男一女 (Solid State, 1967)[43]

與萊斯·麥肯
- 萊斯·麥肯演奏熱門曲 (Limelight, 1966)[37]

與麥考伊·泰納
- 麥考伊·泰納演奏艾靈頓 (Impulse!, 1964)[37]

與凱·溫丁
- 隨著城市節拍舞動 (哥倫比亞, 1959)[44]

### 與法尼亞全明星
- 在紅色花園現場第一卷[37]

- 在紅色花園現場第二卷[37]

- 在獵豹現場第一卷[37]

- 在獵豹現場第二卷[37]

- 在洋基體育場現場第一卷[37]

- 在洋基體育場現場第二卷[37]

- 在非洲現場[37]

- 在聖胡安現場 – 1973[37]

- 向蒂托·羅德里格斯致敬[37]

- 在日本現場 – 1976[37]

- 精緻而活潑[37]

- 西班牙熱潮[37]

- 節奏機器[37]

- 交叉[37]

- 承諾[37]

- 莎莎的盛宴[37]

- 拉丁連接[37]

- 人們的要求[37]

- 搖擺[37]

- 加州狂歡[37]

- 哈瓦那狂歡[37]

- 瓜薩薩[37]

- 社會變革[37]

- 驚嘆[37]

- 完美的融合[37]

- 維瓦哥倫比亞 – 卡利音樂會[37]

- 在波多黎各現場 – 1993[37]

## 電影作品
- 我們的拉丁事 (法尼亞 1972)

- 莎莎 (法尼亞, 1974)

- 塞莉亞·克魯茲與法尼亞全明星在非洲 (法尼亞, 1993)

- 現場 (法尼亞, 1995)

- 靈魂力量 (2009)

## 外部連結
- 約翰尼·帕切科的官方網站 （页面存档备份，存于）

- 約翰尼·帕切科音樂的音樂出版管理者ASCAP和Sima Publishing BMI c/o 赫爾曼·羅德里格斯-巴漢達斯 www.fonico.mobi （页面存档备份，存于）

- 強尼·帕切科的Discogs页面（英文）

- 強尼·帕切科在互联网电影资料库（IMDb）上的資料（英文）

Template:拉丁格萊美終身成就獎